# Ligne de chemin de fer Naples - Portici
 (janvier 2022).
Si vous disposez d'ouvrages ou d'articles de référence ou si vous connaissez des sites web de qualité traitant du thème abordé ici, merci de compléter l'article en donnant les références utiles à sa vérifiabilité et en les liant à la section « Notes et références ».

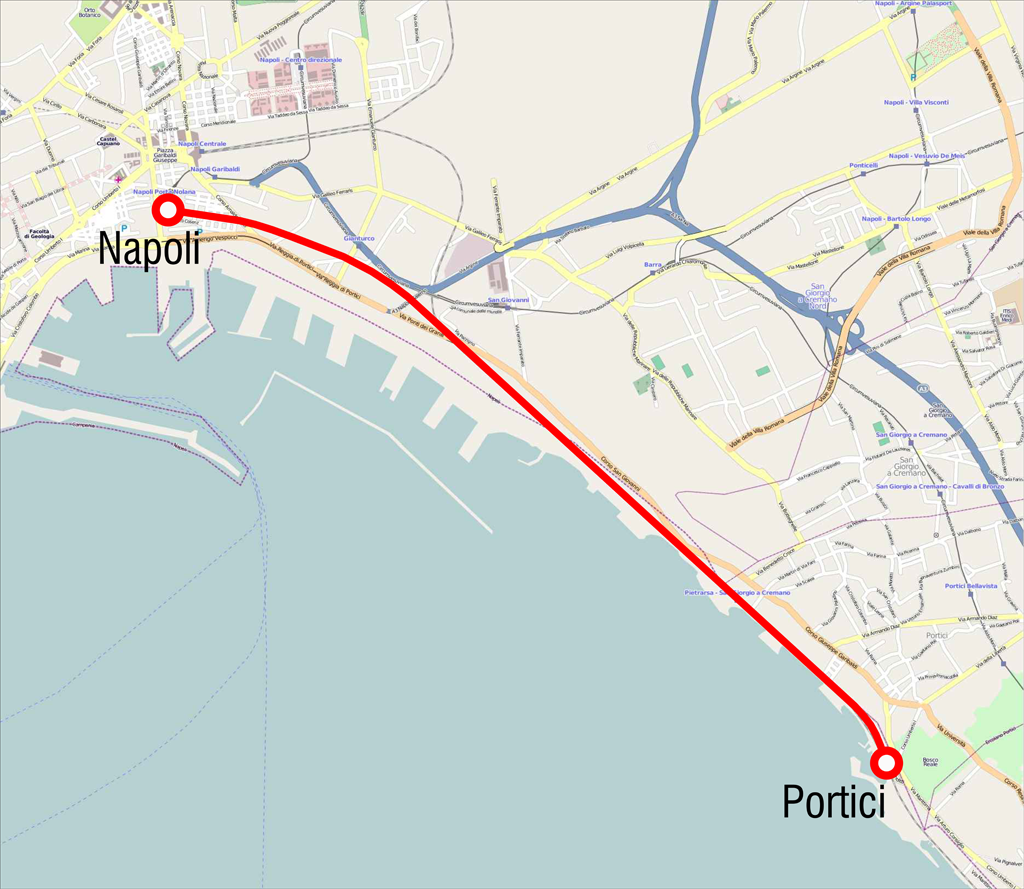
Représentation graphique de la ligne Naples - Portici à l'époque.

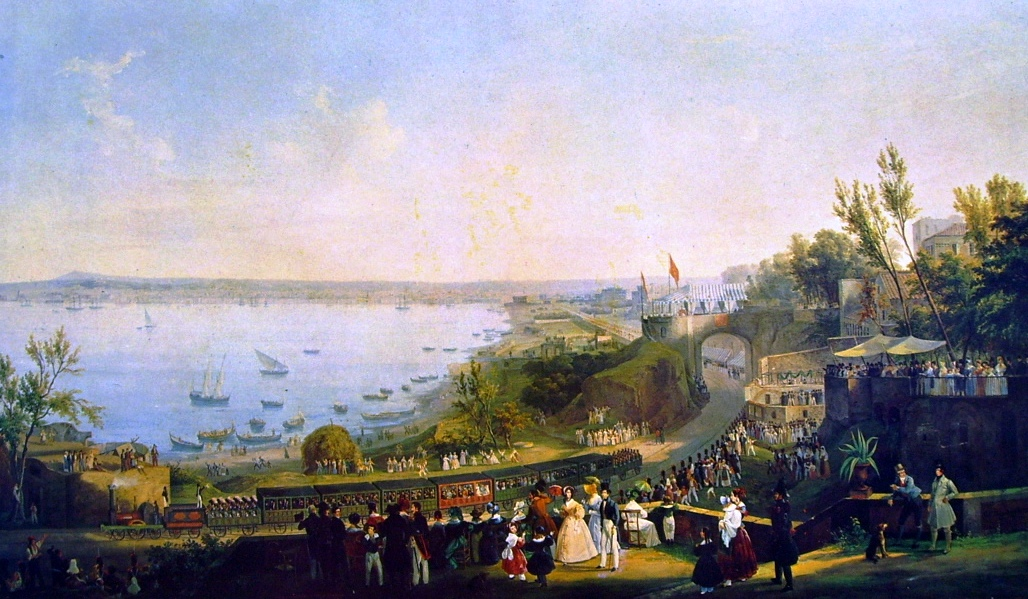
Inauguration du chemin de fer Napoli - Portici par Salvatore Fergola

Le chemin de fer Naples - Portici est la première ligne de chemin de fer construite en Italie et l'une des premières en Europe continentale.
Aujourd'hui, elle fait partie de la ligne de Naples à Salerne.

## Géographie
La voie initiale était une double voie d'un tronçon de 7,25 kilomètres. Elle débutait de la gare du Via dei Fossi de Naples (fermée en 1866)  jusqu'au palais royal de Portici, au pied du Vésuve, aujourd'hui utilisé par la Faculté d'agriculture de l'Université de Naples « Frédéric-II » .

## Histoire
En juin 1836, une concession du roi Ferdinand II des Deux-Siciles autorise le Français Armand Bayard de La Vingtrie et sa société d'exploitation à réaliser une ligne de chemin de fer, sur une distance de 35,8 kilomètres, de l'emplacement actuel de la gare de Naples-Centrale - et le long de la baie de Naples -  jusqu'à Nocera Inferiore avec un embranchement à Castellammare di Stabia. L'année suivante, est constituée à Paris une société pour la construction et l'exploitation du chemin de fer.
La ligne est à l'époque construite avec des rails en fer forgé montés sur des pierres cubiques insérées dans le sol (le système des traverses en bois pour répartir le poids n'étant pas encore d'usage), l'écartement des rails étant maintenu avec des barres transversales espacées.
Trois locomotives sont importées de  Longridge & Co (en) d'Angleterre : deux locomotives de type Single pour le trafic passagers, nommées Bayard et Vesuvio et une locomotive pour le trafic de marchandises. Les voitures de voyageurs sont construites localement. Le roi inaugure les premiers 7,25 kilomètres du tronçon de Naples à Portici, le 3 octobre 1839. La locomotive à vapeur Vesuvio tracte un train transportant 258 passagers lors de son premier voyage. Au cours des quarante jours suivants, un peu plus de 85 000 passagers empruntent la ligne. Le peintre de cour Salvatore Fergola immortalise l'événement par plusieurs de ses toiles, restées célèbres. En 1842, la ligne est prolongée à Castellammare di Stabia puis à Nocera Inferiore en 1844. En 1846, Bayard obtint aussi la concession pour le prolongement jusqu'à San Severino et Avellino.